# 안필드

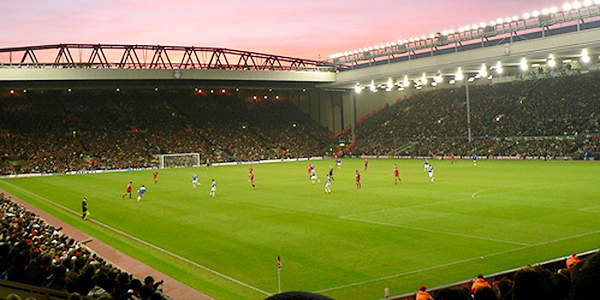
경기장 내부

안필드(Anfield)는 잉글랜드 리버풀에 위치한 축구 경기장이다. 이 경기장은 1884년에 건설되었는데 처음에는 에버턴 FC의 홈구장으로 사용되었다. 1892년에 에버턴이 구디슨 파크로 떠나고 이 때부터 리버풀 FC의 홈구장으로 사용되어 왔다. 이 경기장은 UEFA의 4성급 경기장으로 다양한 국제경기를 개최해 왔다. 이 경기장은 또한 UEFA 유로 1996의 개최지 중 하나였다.

## 역사
1884년에 개장한 안필드는 원래는 존 오렐(John Orrell)의 소유였다. 오렐은 에버턴에게 적은 임대료로 이 지역을 빌려주었다. 안필드에서 열린 첫 경기는 1884년 9월 28일에 열린 에버턴과 얼스타운(Earlstown)과의 경기로 에버턴이 5-0으로 승리하였다. 에버턴이 경기장을 보유하고 있던 기간 동안에는 평균 8,000명의 관중이 들어오는 작은 스탠드가 있었다. 존 하울딩은 1891년에 존 오렐로부터 경기장을 사들였다. 그리고 연간 임대료를 100파운드에서 250파운드로 올려줄 것을 요청하였다. 그러나 에버턴은 이를 거절하고 구디슨 파크로 옮겨갔다. 하울딩은 경기장을 새 클럽에게 넘겨주기로 결정하고 리버풀 FC에게 넘겨주었다. 안필드에서 리버풀의 첫 경기는 1892년 9월 1일에 로더럼 타운과의 경기로 7-0으로 리버풀의 승리로 돌아갔다.
안필드에서의 리버풀의 첫 리그 경기는 링컨 시티와의 1893년 9월 9일 경기로 5,000명의 관중이 입장하였고, 리버풀이 5-0으로 승리하였다. 1895년에는 3,000명 수용 규모의 새 스탠드가 현재의 메인 스탠드 자리에 건설되었다. 다른 스탠드는 안필드 로드 엔드 자리에 1903년에 지어졌는데, 나무와 골함석으로 지어졌다. 1906년에 2부리그 우승을 한 뒤에 월턴 브렉 로드(Walton Breck Road)를 따라 새 스탠드가 건설되었다. 지역 신문사인 리버풀 데일리 포스트와 리버풀 에코의 스포츠 편집자이자 기자인 어니스트 에드워즈(Ernest Edwards)는 이 스탠드를 스파이온 콥이란 이름을 붙였다. 이 이름은 남아프리카 공화국에 있는 유명한 언덕으로 1900년의 2차 보어 전쟁에서 극심한 피해를 입은 전투지역이었다. 영국군이 전략적 요충지인 고지 정상을 차지하기 위해 시도하면서 300명이 넘는 사람이 죽었는데, 이들 중 많은 수가 리버풀에서 온 이들이었다. 같은 기간에 켐린 로드(Kemlyn Road)를 따라 스탠드가 건설되었다.
1928년에 스피온 캅이 새로이 디자인되어 3만 명 규모로 확대되고 지붕이 생겼다. 잉글랜드의 많은 경기장이 스피온 캅의 이름을 따서 붙였지만, 안필드가 그 당시에 가장 큰 캅이었다.

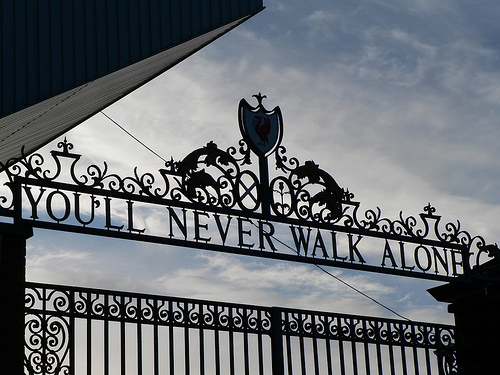
섕클리 게이츠

1957년에 조명등이 설치되었고 같은해 10월 30일에 리버풀 주 축구 협회의 설립 75주년을 기념하기 위해 에버턴과 경기를 펼쳤다. 1963년에 이전의 켐린 로드 스탠드를 35만 파운드를 들여 캔틸레버된 스탠드로 교체하여 6,700명의 관중이 앉을 수 있게 되었다. 1965년에는 안필드 로드 엔드의 변화가 시작되어, 관중석을 상당수 차지하게 되었다. 가장 큰 변화는 1973년에 있었는데, 구 메인 스탠드를 들어내고, 새로운 스탠드가 건설되었다. 동시에 투광조명등 철탑이 내려지고 새로운 조명등이 켐린 로드와 메인 스탠드 꼭대기에 설치되었다. 새로운 스탠드는 1973년 3월 10일에 공식적으로 개장하였다. 80년대에는 메인 스탠드 앞의 지역에 좌석이 설치되었다. 그리고 1982년에는 안필드 로드 스탠드에 좌석이 도입되었다. 또한 이전 리버풀 감독이었던 빌 섕클리에게 감사의 표시로 섕클리 문(Shankly Gates)이 세워졌다. 이 문은 1982년 8월 26일에 섕클리의 부인인 네시 섕클리가 처음으로 문을 열었다. 문에 적혀 있는 You'll Never Walk Alone은 리버풀 팬들이 클럽 노래로 도입한 곡으로 게리 앤 더 페이스메이커스(Gerry & The Pacemakers)의 동명곡의 제목이다.

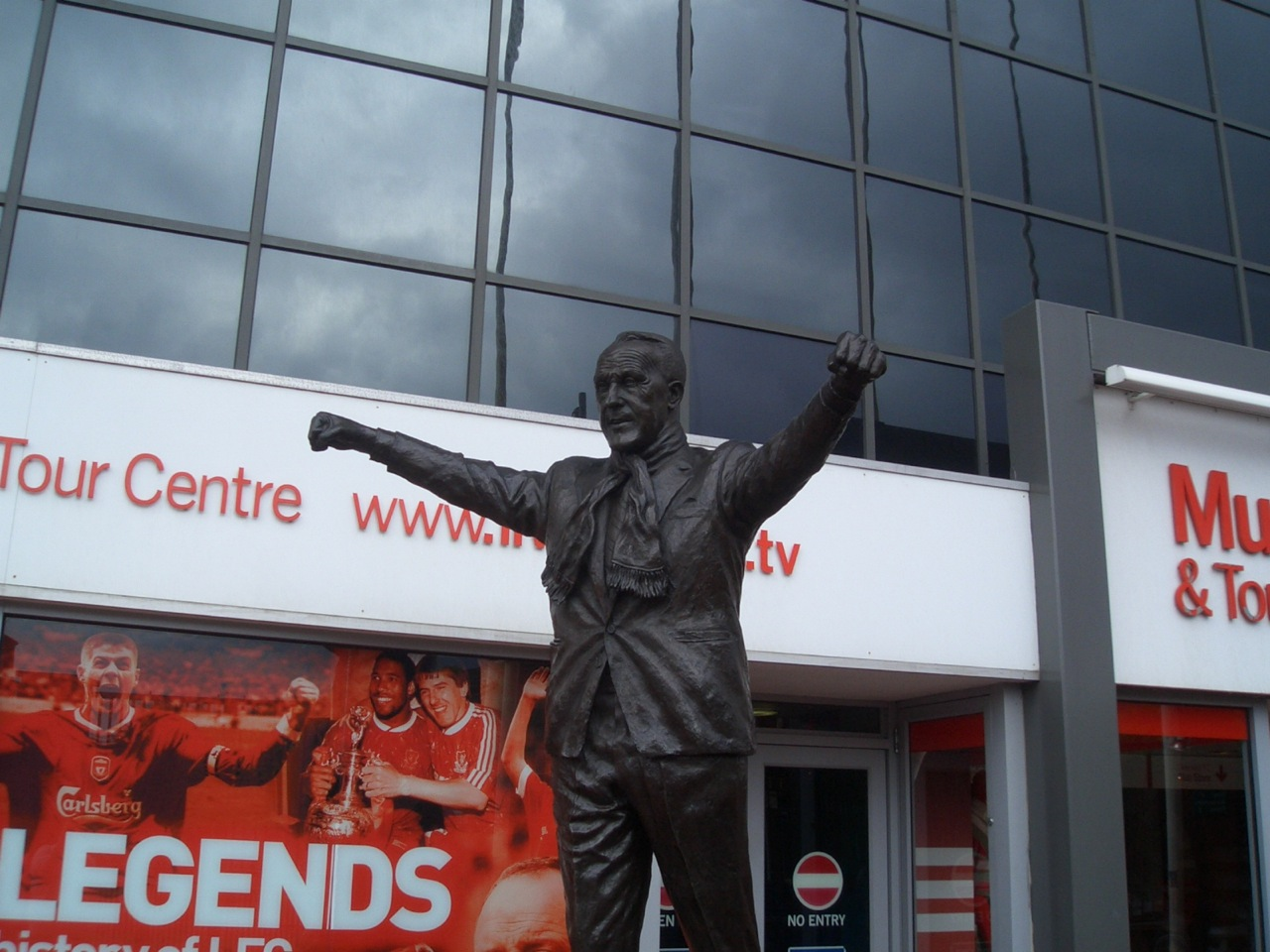
안필드 밖에 있는 빌 섕클리의 동상

1987년에 채색된 좌석과 경찰실이 켐린 로드에 추가되었다. 1989년의 힐즈브러 참사 후, 테일러 보고서는 영국의 모든 경기장은 1994년 5월까지 전좌석 경기장으로 변환시키길 권고하였다. 1992년에 켐린 로드 스탠드를 2층 형태로 바꾸면서 두 번째 층이 추가되었다. 여기에는 관리실과 11,000명이 앉을 수 있는 공간이 포함되어 있다. 스탠드의 확장은 이전부터 계획되어 있었지만, 켐린 로드에 살고 있던 할머니 두 분이 이사가는 걸 거부하였기 때문에 계획은 미뤄져 있었다. 한 할머니가 사망하고 다른 할머니의 가족이 이사를 가자 계획은 실행되었다. 이 스탠드는 1992년 9월 1일 UEFA 회장이었던 렌나르트 요한손에 의해 공식적으로 개장되었고, 센테너리 스탠드(Centenary Stand)라는 이름을 붙였다. 콥 스탠드는 1994년에 테일러 보고서의 권고로 인해 전좌석 스탠드로 바뀌었다.
1997년 12월 4일, 청동으로 만들어진 빌 섕클리의 동상이 만들어져 캅 앞에 위치한 방문자 센터에 세워졌다. 힐스보로 기념관이 섕클리 문쪽에 세워졌고, 힐스보로에서 죽은 96명을 추모하는 꽃으로 항상 장식되어 있다. 기념관의 중앙에는 영원의 불꽃이 위치해 있는데, 이는 죽은 이들을 영원히 잊지 말자는 의미를 가지고 있다. 최근의 변화는 1998년의 변경으로, 2층 형태로 바뀐 안필드 로드 스탠드의 개장이었다.

## 구조 및 시설

안필드의 아웃라인

그라운드는 4개의 지붕이 있는 전좌석 스탠드인, 안필드 로드 엔드, 센테너리 스탠드, 캅, 메인 스탠드로 둘러싸여 있다. 안필드 로드 엔드와 센데너리 스탠드는 다층 구조이고 캅과 메인 스탠드는 단층 구조이다. 경기장 출입은 RFID 스마트 카드방식으로 하게 되어 있다. 이 시스템은 안필드의 80개 개찰구에서 2005년부터 도입되어 사용되고 있다.
센테너리 스탠드(The Centenary Stand)는 2층이 만들어지기 전에는 켐린 로드 스탠드라 불렸다. 확장이 끝난 뒤에 이 스탠드는 클럽의 백주년을 기념하기 위해 센테너리 스탠드란 이름을 가지게 되었다. 이 스탠드의 수용 능력은 11,762명으로 위층에 4,600명, 아래층에 6,814명, 그리고 스탠드 내에 위치한 특별실에 348명이 관람 가능하다. 안필드 로드 스탠드(The Anfield Road stand)는 원정팬들의 자리로 제공된다. 원래는 단층에 여러색으로 채색된 좌석이 있고, 2층이 추가된 후에는 관중 규모가 9,074명으로 증가하였다. 위층에 2,654명, 아래층에 6,391명, 장애인을 위해 29석이 제공되고 있다.
캅(The Kop)은 처음에는 지붕 없는 3만 명 규모의 관중석이었는데, 1928년에 지붕이 설치되었다. 그러나 힐즈브러 참사 이후에 나온 테일러 보고서에 따라 새롭게 전좌석 관중석으로 교체되면서 9명의 장애인석을 포함한 12,409명 규모로 축소되었다. 메인 스탠드(The Main stand)는 감독석과 선수 락커룸이 있는 곳이다. 총 12,277명 규모인데, 9,597석이 메인 스텐드에, 2,409석은 패덕 지역에, 177석은 감독석, 54석은 기자석, 40석은 장애인석으로 되어 있다.
2016년부터 증축 공사가 시작되어 2016-17 시즌부터 수용 인원이 54,074명으로 확대되었다.

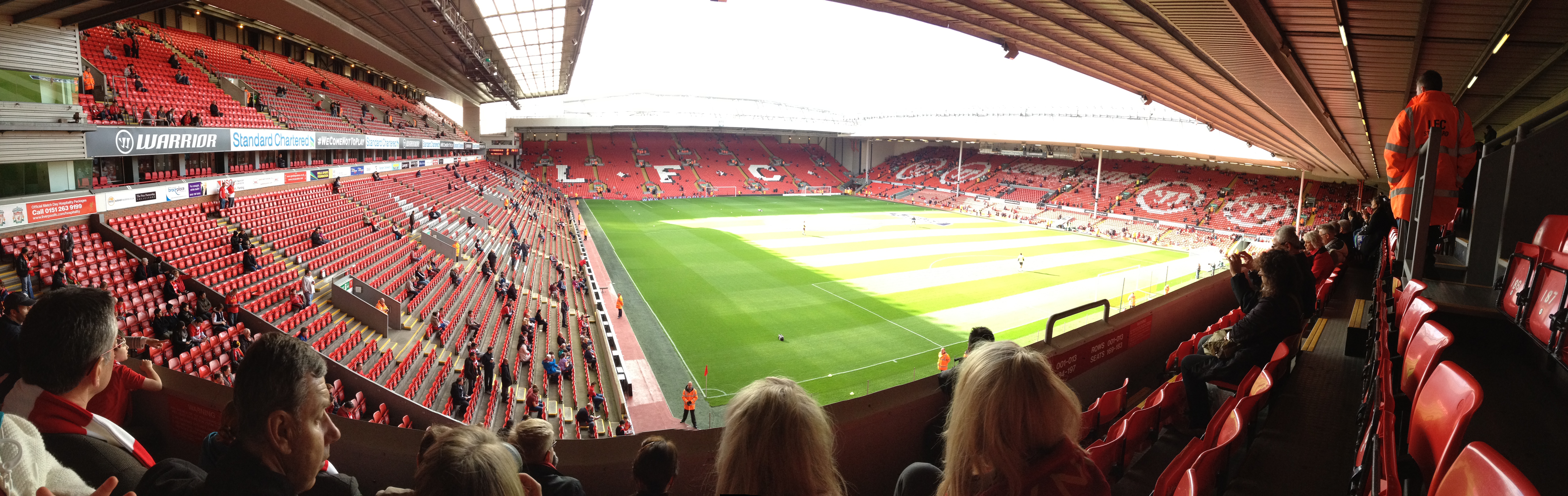
안필드 로드 스탠드(Anfield Road Stand)에서 본 안필드의 파노라마(2012년 12월 20일 촬영); 왼쪽: 센테너리 스탠드(Centenary Stand), 가운데: 캅(Kop), 오른쪽: 메인 스탠드(Main Stand)

## 주요 경기

### UEFA 유로 1996
| 날짜            | 팀 1     | 스코어               | 팀 2     | 라운드 |
| --------------- | -------- | -------------------- | -------- | ------ |
| 1996년 6월 11일 | 이탈리아 | 2 - 1                | 러시아   | C조    |
| 1996년 6월 14일 | 체코     | 2 - 1                | 이탈리아 | C조    |
| 1996년 6월 19일 | 러시아   | 3 - 3                | 체코     | C조    |
| 1996년 6월 22일 | 프랑스   | 0 - 0 (승부차기 5-4) | 네덜란드 | 8강    |

### 2002년 FIFA 월드컵 유럽 지역 예선
| 날짜            | 팀 1     | 스코어 | 팀 2   | 라운드 |
| --------------- | -------- | ------ | ------ | ------ |
| 2001년 3월 24일 | 잉글랜드 | 2 - 1  | 핀란드 | 8조    |

### 기타 경기
| 날짜            | 팀 1      | 스코어 | 팀 2                    | 비고                          |
| --------------- | --------- | ------ | ----------------------- | ----------------------------- |
| 1884년 9월 28일 | 에버턴 FC | 5 - 0  | 얼스타운 FC             | 경기장 개장 이후 가진 첫 경기 |
| 1973년 5월 10일 | 리버풀 FC | 3 - 0  | 보루시아 묀헨글라트바흐 | UEFA컵 1972-73 결승 1차전     |
| 1976년 4월 28일 | 리버풀 FC | 3 - 2  | 클럽 브루게 KV          | UEFA컵 1975-76 결승 1차전     |

## 같이 보기
- 리버풀 FC
- 스탠리 파크 스타디움
- UEFA 유로 1996
- UEFA 경기장 등급